# Sjungjude
Il Sjungjude (in russo  Сюнгюде?) è un fiume della Russia siberiana orientale (Repubblica Autonoma della Sacha-Jacuzia), affluente di destra del Molodo (bacino idrografico della Lena).

## Percorso
Nasce dalle estreme propaggini nord-orientali dell'altopiano della Siberia centrale, attraversando successivamente la parte settentrionale delle alture della Lena; il fiume scorre in direzione meridionale per metà del suo percorso, poi fa un ampio giro e si dirige verso nord. I maggiori tributari sono il Chajyrgastach (122 km) dalla destra idrografica e il Kjuskjurdžjan (144 km) dalla sinistra. Il fiume non incontra centri urbani in tutto il suo corso.
Le sue acque sono gelate nel periodo fra metà ottobre e i primi di giugno.